# قرمش (يافع)

تعديل مصدري - تعديل

قرمش هي إحدى قرى عزلة لبعوس بمديرية يافع التابعة لمحافظة لحج، و تقع بعد سوق أكتوبر بلغ تعداد سكانها 322 نسمة حسب تعداد اليمن لعام 2004.